# Gourfaleur
Gourfaleur és un municipi francès situat al departament de la Manche i a la regió de Normandia. L'any 2007 tenia 430 habitants.

## Demografia

### Població
El 2007 la població de fet de Gourfaleur era de 430 persones. Hi havia 160 famílies de les quals 32 eren unipersonals (20 homes vivint sols i 12 dones vivint soles), 56 parelles sense fills, 60 parelles amb fills i 12 famílies monoparentals amb fills.
La població ha evolucionat segons el següent gràfic:
Habitants censats

### Habitatges
El 2007 hi havia 203 habitatges, 171 eren l'habitatge principal de la família, 12 eren segones residències i 20 estaven desocupats. 200 eren cases i 3 eren apartaments. Dels 171 habitatges principals, 134 estaven ocupats pels seus propietaris, 35 estaven llogats i ocupats pels llogaters i 2 estaven cedits a títol gratuït; 2 tenien dues cambres, 19 en tenien tres, 43 en tenien quatre i 107 en tenien cinc o més. 151 habitatges disposaven pel capbaix d'una plaça de pàrquing. A 68 habitatges hi havia un automòbil i a 97 n'hi havia dos o més.

### Piràmide de població
La piràmide de població per edats i sexe el 2009 era:
| Homes | Edats   | Dones |
| ----- | ------- | ----- |
| 0     | 95 o +  | 0     |
| 0     | 90 a 94 | 0     |
| 8     | 85 a 89 | 0     |
| 4     | 80 a 84 | 0     |
| 8     | 75 a 79 | 12    |
| 0     | 70 a 74 | 12    |
| 16    | 65 a 69 | 8     |
| 12    | 60 a 64 | 8     |
| 12    | 55 a 59 | 12    |
| 24    | 50 a 54 | 28    |
| 24    | 45 a 49 | 28    |
| 32    | 40 a 44 | 12    |
| 16    | 35 a 39 | 16    |
| 0     | 30 a 34 | 8     |
| 16    | 25 a 29 | 12    |
| 8     | 20 a 24 | 12    |
| 12    | 15 a 19 | 0     |
| 16    | 10 a 14 | 12    |
| 20    | 5 a 9   | 12    |
| 12    | 0 a 4   | 8     |

## Economia
El 2007 la població en edat de treballar era de 277 persones, 191 eren actives i 86 eren inactives. De les 191 persones actives 184 estaven ocupades (97 homes i 87 dones) i 7 estaven aturades (3 homes i 4 dones). De les 86 persones inactives 45 estaven jubilades, 21 estaven estudiant i 20 estaven classificades com a «altres inactius».

### Ingressos
El 2009 a Gourfaleur hi havia 182 unitats fiscals que integraven 455 persones, la mediana anual d'ingressos fiscals per persona era de 17.859 €.

### Activitats econòmiques
Dels 11 establiments que hi havia el 2007, 2 eren d'empreses de fabricació d'altres productes industrials, 2 d'empreses de construcció, 3 d'empreses de comerç i reparació d'automòbils, 1 d'una empresa d'hostatgeria i restauració, 1 d'una empresa financera, 1 d'una empresa immobiliària i 1 d'una empresa classificada com a «altres activitats de serveis».
Dels 3 establiments de servei als particulars que hi havia el 2009, 1 era una fusteria, 1 lampisteria i 1 restaurant.
L'any 2000 a Gourfaleur hi havia 24 explotacions agrícoles que ocupaven un total de 644 hectàrees.

## Poblacions més properes
El següent diagrama mostra les poblacions més properes.